# Grandes Smials
Los Grandes Smials (Great Smials en el inglés original) eran una serie de túneles descritos en el legendarium del escritor británico J. R. R. Tolkien, que aparecen en sus novelas sobre la Tierra Media.

## Historia ficticia
Allí se conservó una copia del Libro del thain, copia original realizada por Findegil del Libro Rojo de la Frontera del Oeste. También conservaron una copia del «Akallabêth», y una de «La cuenta de los años», cronología de las edades Segunda, Tercera y principios de la Cuarta, compilada por los Tuk en los primeros años de la Cuarta Edad.